# Poecilia reticulata
Guppy
Pour les articles homonymes, voir Guppy (poisson) et Guppy (homonymie).
Espèce
Statut de conservation UICN

 NE  : Non évalué
Poecilia reticulata, le Guppy, est une espèce de poissons d'eau douce et saumâtre de la famille des Poeciliidae. Originaire d'Amérique du Sud, ce poisson a été introduit dans de nombreux pays pour lutter contre les moustiques, avec une efficacité limitée et non sans risques écologiques selon une alerte scientifique lancée en 2016. Il s'agit d'un poisson ovovivipare apprécié en aquariophilie, notamment pour ses couleurs vibrantes (surtout chez les mâles), sa facilité à élever et son faible coût. Dans certains pays, dont la France, des races ou variétés du guppy, créées au sein des élevages ont acquis un statut juridique d'animal domestique.

## Description

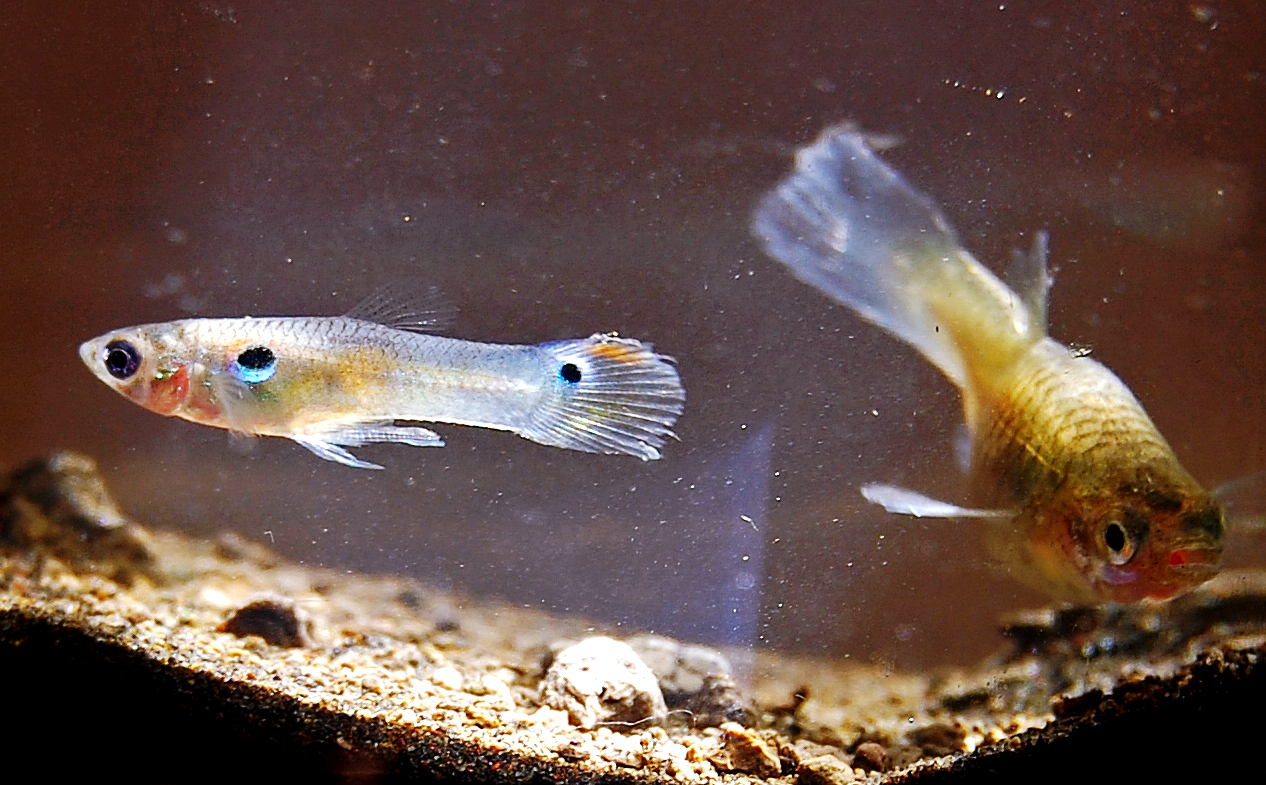
Couple de guppys sauvages provenant de la rivière Ciliwung à Bogor (Java occidental, Indonésie).

La forme sauvage de ce poisson est nettement moins colorée que les spécimens d'élevage et ses nageoires ne forment pas de voiles.
Le mâle mesure entre 3 et 4 cm (1,6 po) long tandis que la femelle, généralement plus grosse, mesure entre 5 et 7 cm (2,8 po) long. Cet animal est ovovivipare, c'est-à-dire que la femelle pond directement des alevins capables de se déplacer et de se nourrir. Le mâle est beaucoup plus coloré et de forme plus variable que sa compagne, il possède également un gonopode, nageoire anale transformée en organe de copulation. Il existe de nombreuses formes de nageoires et des couleurs différentes obtenues par sélection.

## Répartition
L'aire de répartition naturelle de ce poisson concerne certaines régions du nord-est de l'Amérique du Sud et des Petites Antilles avec une zone d'occurence est estimée à 1 932 680 km2.
Cette espèce a été largement introduite de manière intentionnelle ou non, dans d'autres régions du monde afin de lutter contre les maladies transmises par les moustiques mais aussi par des lâchers d'aquariums,,. Au moins 40 % de ces introductions viseraient à lutter contre les moustiques. Elle est désormais établie dans au moins 69 pays hors de son aire de répartition d'origine, incluant la France métropolitaine pour laquelle une population a récemment été documentée dans une source thermale. Il a déjà été observé que cette espèce a un impact négatif sur la faune locale.
Dans certaines zones, comme aux Comores, ce poisson a été préféré à Gambusia affinis (le Guppy sauvage ou Gambusie) pourtant plus grand car ce dernier était pêché et mangé par les enfants alors que Poecilia reticulata s'avère moins intéressant de ce point de vue.
Dans sa forme sauvage, ce poisson rustique s'acclimate facilement à une grande variété de zones humides et à un nouvel environnement,, même dans des eaux chaudes, polluées ou en présence de prédateurs,.
Il se reproduit tôt et fréquemment, sa gestation est courte (28 jours) et la femelle peut conserver du sperme longtemps après la copulation, ce qui permet à une femelle fécondée échappée d'une zone d'introduction de facilement fonder à elle seule une colonie.

## Dénominations
Cette espèce admet en français de nombreux noms vernaculaires : 
Guppy (ou Guppie), 
Poisson-million 
Poisson missionnaire, 
Poisson arc-en-ciel.
Par ailleurs, ce poisson est proposé en commerce aquariophile sous différentes variétés dont :
Guppy cobra, 
Guppy de gaulle, 
Guppy doré, 
Guppy ananas, 
Guppy néon bleu, 
On le connaît également sous le nom anglais de Millions fish.

### Orthographe
Pour les anglophones le pluriel des mots se terminant par un « -y » est « -ies », ils écrivent donc un guppy, des guppies. En revanche en français on écrit un guppy, des guppys.

## Poecilia reticulataet l'Homme

### Lutte anti-moustiques
Pour dévorer les larves de moustiques, des poissons exotiques et en particulier les guppys et les gambusies ont durant plusieurs décennies été introduits (notamment par les Britanniques dans leur Empire colonial et leurs zones d'influence au début du XXe siècle, dans les eaux douces d'étangs, mares et fossés de nombreux pays et régions des tropiques afin de lutter contre les moustiques vecteurs d'épidémies comme le paludisme par exemple.
Même si depuis 2009, l'OMS et certains guides reconnaissent les risques d'invasion biologique, et recommandent d'utiliser de préférence des espèces insectivores locales, des introductions de Guppys continuent à se faire dans les années 2000-2010, sous l'égide de l'OMS ou d'États concernés par des risques d'épidémie).
Ainsi des Guppys ont été introduits au Pakistan en 2013 contre la dengue puis en 2015-2016 au Brésil contre le virus Zika et la dengue, bien que le Brésil dispose de nombreuses espèces de poissons insectivores, et en Inde, de leur propre initiative, des citoyens ont fait de même. De nombreux sites Internet proposent de faire de même un peu partout. 
Les guppys ne se nourrissent pas exclusivement de larves de moustique. En laboratoire, ils préfèrent les larves de chironomidés (moustiques non piqueurs) à celles des moustiques piqueurs (Culex, Anophèles…). Des analyses d’excréments de guppys menées au Sri Lanka montrent que ces poissons consomment bien moins de moustiques dans leur milieu naturel que lorsqu’ils sont élevés en aquarium et nourris exclusivement de larves ; pourtant, leur simple présence dans la nature suffit à faire nettement baisser la quantité et la densité de larves. Une étude menée sur des guppys vivant dans des canaux de drainage au Nigeria a montré qu’ils se nourrissent principalement d’algues, les larves de moustiques n’y constituant qu’une part mineure de leur alimentation. En Inde, une étude a montré qu’en eau polluée, les guppys ne consommaient presque pas de larves de moustiques, préférant se nourrir du plancton abondant présent dans ces milieux.
Le développement de maladies vectorielles transportées par les moustiques se poursuit (comme l'infection à virus Zika et dengue) et inquiète, ce qui incite à accroître la lutte antivectorielle et notamment les lâchers de Guppys dans la nature. Or en 2016, la revue « Science » estime dans la rubrique Biology Letters que l'efficacité antivectorielle de ces opérations est très limitée, alors que cette espèce présente une capacité remarquable à se reproduire et se propager, étant localement déjà devenue invasive,. Selon W. Han (2015) de nombreuses études montrent que les Guppys mangent un plus ou moins grand nombre de larves de moustiques du genre Aedes dans les containers où on les a testés, mais aucune étude n'a pu démontrer qu'ils réduisent dans la nature le nombre de moustiques adultes ni qu'ils réduisent le risques de transmission des maladies transmises par ces moustiques.

### Impacts écosystémiques
Les guppys peuvent bouleverser les écosystèmes qu'ils envahissent en raison de la rapidité de leur reproduction et de leur tolérance aux paramètres de l'eau (pollution, température…) ; on a montré à Trinidad que leur apparition se fait au détriment de la densité de poissons autochtones, et que les poissons résidents pour s'adapter doivent devenir matures plus vite, grandir plus vite et dépenser plus d'énergie à se reproduire,.
Les guppys introduits deviennent souvent l'espèce dominante dans la zone d'introduction où ils perturbent l'écosystème en y augmentant la productivité primaire et le cycle de l'azote au détriment d'autres espèces,. À Hawaï les guppys et d'autres Poecilidés invasifs introduits pour lutter contre les moustiques dans les années 1920, n'ont pas fait disparaître les moustiques, mais ont atteint des densités de 10 à 30 fois plus élevées que celles des poissons indigènes,. Ils ont divisé par deux la densité de gobies autochtones et réduisent leurs chances de survie,. L'introduction de guppys est corrélée à un accroissement du taux d'azote dissous bio-disponible (eutrophisation) jusqu'à huit fois. Ils favorisent en outre l'expansion d'invertébrés non indigènes.
Rana W. El-Sabaawi et al. notent en 2016 que plupart des études sur les effets des guppys invasifs ont été faites dans des écosystèmes dégradés ou peu diversifiés des Caraïbes et du Pacifique notamment, ils suggèrent donc que des études portent aussi sur des zones à haute biodiversité (au Brésil par exemple où les effets de leur introduction ont été peu étudiés d'où méconnaissance du risque pour la biodiversité brésilienne).

### Aquariophilie

#### Maintenance
C'est un poisson pacifique qui se reproduit très facilement. Il est considéré comme étant l'un des poissons les plus robustes pour débuter en aquariophilie. Cependant, bien des aquariophiles chevronnés retournent vers ce petit poisson pour tenter des élevages demandant beaucoup de soins et de patience pour obtenir une lignée « faite maison ».
Les mâles peuvent fatiguer les femelles aussi on les maintient à raison d'un pour trois, ce qui permet de calmer leur ardeur, pour un bac d'un volume total minimum de 100 litres. Ce grand volume est nécessaire pour pouvoir accueillir leur nombreuse progéniture à venir, et permettre à ces poissons très actifs de s'ébattre librement.
| GH            | KH           | pH                         | Température | Alimentation | Origine géographique | Reproduction                                                                                                  | Taille                                                        | Volume minimal                                         | Maintenance idéale |
| ------------- | ------------ | -------------------------- | ----------- | --- | -------------------- | --- | ------------------------------------------------------------- | ------------------------------------------------------ | --- |
| De 9 à 12 °GH | De 4 à 7 °KH | De 6 à 8, l'idéal étant 7. | 23 à 28 °C  | Omnivore : granulés, flocons industriels, proies vivantes ou congelées (nauplies d'artémias, vers de vase, larves de moustique…) | Amérique tropicale   | Les guppys sont très prolifiques. Aucun soin n'est nécessaire (si l'aquarium est équilibré) pour les alevins. | Guppy mâle : 2 à 4,5 cm, femelle 6 à 10 cm selon les variétés | 100 litres, avec au minimum deux femelles pour un mâle | Minimum 100 litres pour un trio (un mâle et deux femelles), bac très planté, filtration douce, paramètres de l'eau (GH, KH, pH et température) respectés, nourriture variée. |

L'aquarium doit être bien planté mais comporter un espace libre pour la nage, filtré à raison d'une fois le volume réel du bac par heure (courant violent à éviter). L'eau doit être bien oxygénée, limpide, et présenter les paramètres physicochimiques suivants : température de 24 à 25 °C, pH de 7, GH entre 9 et 12 °GH, KH entre 4 et 7 °KH.
L'espèce cohabite mal avec des poissons tels que les poissons combattants, les Scalaires, les Gouramis bleus, les poissons rouges qui grignotent les caudales des guppys (surtout des mâles), cependant la cohabitation avec le scalaire est possible si l'on implante celui-ci encore très jeune avec des guppys adultes. 
Les guppys ont une espérance de vie d'environ trois ans si les soins apportés sont corrects.

#### Eau
Il faut soit un filtre intérieur à exhausteur, soit filtre sous sable. Il est possible de mettre une filtration avec décantation, sur le côté du bac, mettre alors une pompe avec un débit faible, de façon que le volume du bac soit filtré en une heure. En aquarium communautaire, peupler le bac avec des espèces calmes. Renouveler 10 % de l'eau chaque semaine. Si des algues vertes recouvrent les pierres de l'aquarium, les laisser, cela fera un complément végétal pour l'alimentation de tous les membres de la famille du guppy.

#### Nourriture
Le guppy est omnivore et demande un complément végétal. Il fait trois repas par jour et accepte toutes nourritures vivantes adaptées à sa taille ou de la nourriture déshydratée adaptée que ce soit en flocons ou granulés. Il apprécie les vers de vase ou les nauplies d'artémias séchés, congelés ou mieux, vivants pour la nourriture d'origine animale. Pour la nourriture végétale, il est courant de donner des épinards pochés ou des courgettes aux guppys. Il faudra alors les couper très finement.
Comme pour tous les poissons, il est recommandé de varier au maximum la nourriture afin de combler tous les besoins nutritionnels du guppys. Cela permettra entre autres de renforcer ses défenses immunitaires, d'améliorer la reproduction et d'intensifier, toute proportion gardée, les couleurs du poissons.

#### Maladies fréquentes
Comme tous les poissons d'aquarium, le guppy peut souffrir de diverses maladies :
- maladie des points blancs en eau douce (Ichthyophthirius multifiliis) ;
- pourriture bactérienne des nageoires (Chondroccus columnaris) ;
- parasitose (Camallanus cotti) ;
- hydropisie ;
- lernéose (Lernaea sp., rare chez les guppys mais contamination possible si un autre poisson est atteint.

#### Reproduction

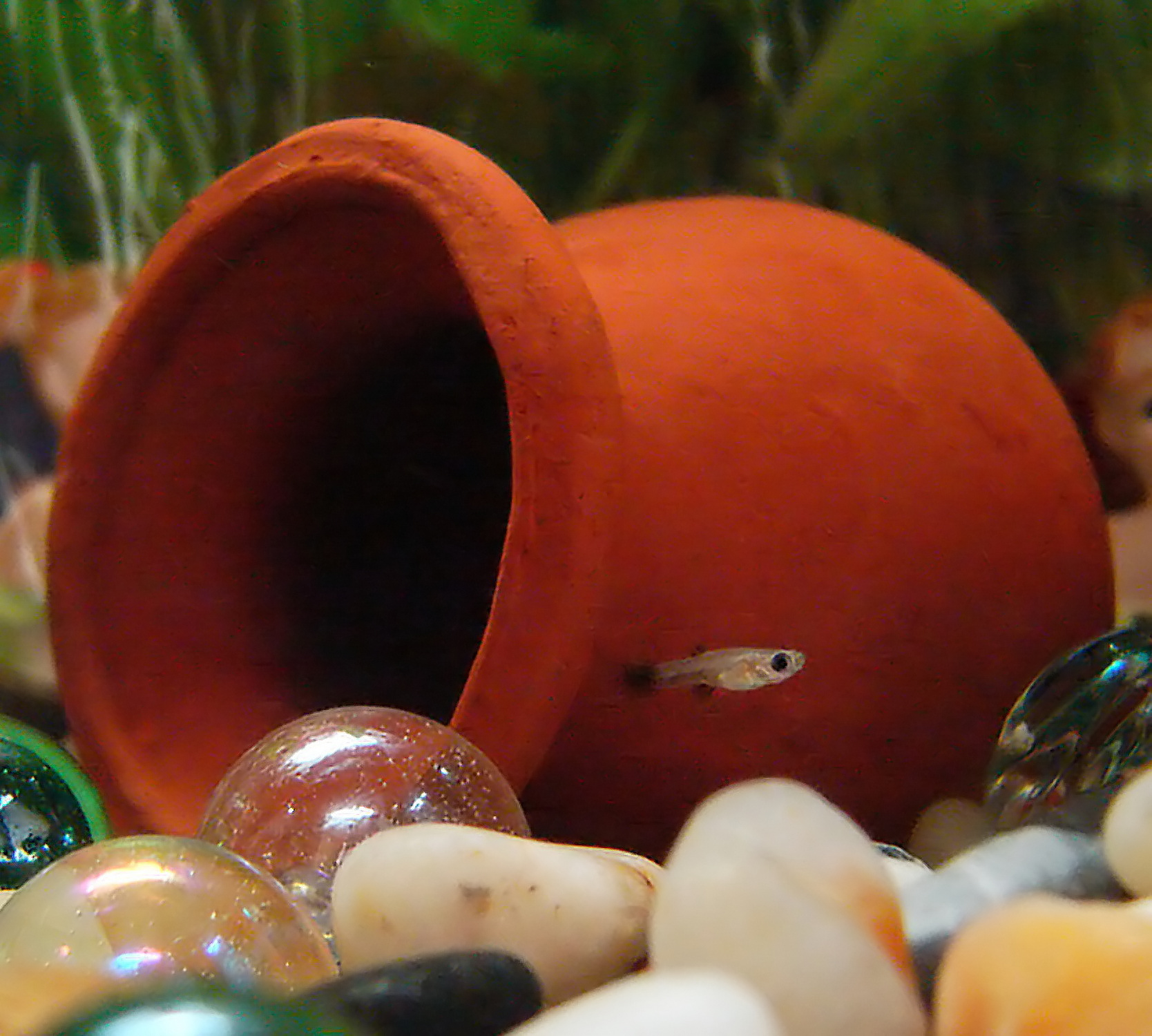
Alevin de deux semaines.

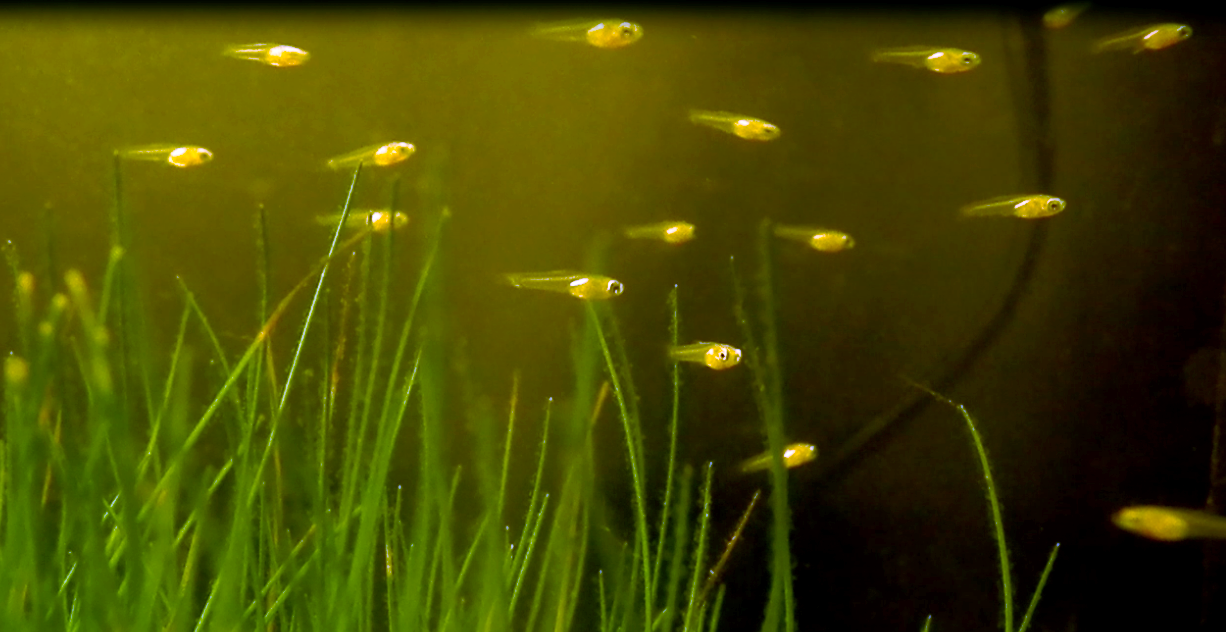
Alevins âgés de deux jours.

La fécondation s'effectue en 1/20e de seconde grâce à la nageoire anale modifiée. Sa reproduction est dite "interne" car elle a lieu dans le corps de la femelle, dans son appareil génital. Un accouplement suffit pour 2 à 3 portées différentes, il arrive ainsi que plusieurs naissances se fassent dans un aquarium où il n'y a plus que des individus femelles. Cette espèce est ovovivipare les œufs éclosent avant la ponte. Après l'accouplement, des mécanismes d'isolement gamétique sont mis en place.
La gestation dure environ un mois à 24−25 °C. Les femelles sont capables de reporter la ponte de plusieurs heures, voire de plusieurs jours, si les conditions du milieu (température et composition chimique) risquent de mettre en péril leur descendance. On reconnaît la femelle gestante à une tache très foncée au bas du ventre gonflé. En bac communautaire, des plantes comme la mousse de java et le riccia offrent des refuges précaires aux alevins.
Dès que la naissance a eu lieu (entre 20 et 60 alevins, pouvant parfois dépasser les 100), il est préférable de retirer la femelle qui pourrait manger ses alevins si on souhaite les préserver. Cependant, l'appétit de la femelle vis-à-vis de ses petits peut être une bonne alternative pour réguler la population de l'aquarium. Les guppys naissent déjà formés et recherchent très vite leur première nourriture car leurs réserves vitellines sont limitées. Ce n'est pas nécessaire de donner aux alevins quelconque nourriture (à part si on souhaite faire un élevage) : si le bac est équilibré, les petits trouveront leur nourriture tout seuls parmi la micro-faune présente. Le guppy est adulte vers l'âge de trois mois, mais sa croissance peut être fortement ralentie si l'on place les alevins dans les « pondoirs » ou « nursery », car ceux-ci stressent énormément et inutilement la femelle et assurent une mauvaise circulation de l'eau.

#### Hybridation
Un Guppy peut s'hybrider avec un guppy endler, donnant lieu à une descendance féconde. Avec un molly, la descendance est stérile à 90 %, et est nommée Moppy.
Le Guppy ne peut pas se croiser avec un Platy, car ils appartiennent à des genres différents.

#### Variétés
Certaines races et variétés sont considérées comme domestiques.
En raison de sa forte variabilité de formes et de couleurs, le guppy est un spécimen très facile à utiliser pour des expériences de génétique, plus particulièrement pour réaliser des croisements dans le but de comprendre la distribution des gènes. Ces variations concernent essentiellement deux caractéristiques: la forme des nageoires et les couleurs.
Les différentes catégories ci-après (formes des nageoires, couleurs) sont celles retenues par l'International Congress for Guppy High-Breeding (mentionné sous son sigle allemand « IKGH », Internationales Kuratorium Guppy Hochzucht).

##### Formes des nageoires
|                | IKGH | Dénomination      | Description | Schéma |  |
| Grandes queues | 1    | Queue Éventail    | Angle de la nageoire caudale à 45° ; nageoire dorsale pointue.                                                            | A      |  |
| Grandes queues | 2    | Queue Triangle    | Angle de la nageoire caudale à 70° ; nageoire dorsale large ; l'une des formes les plus répandues dans le commerce.       | B      |  |
| Grandes queues | 3    | Queue Voilée      | Nageoire caudale assez allongée et incurvée ; nageoire dorsale avec une extrémité arrondie.                               | C      |  |
| Grandes queues | 4    | Queue Drapeau     | Nageoire caudale avec des bords parallèles ; nageoire dorsale est pointue.                                                | D      |  |
| Formes en épée | 5    | Queue Double épée | Deux épées rectilignes écartées d'environ 60° ; nageoire dorsale et épées pointues.                                       | E      |  |
| Formes en épée | 6    | Queue Épée Haute  | Épée horizontale ou avec un angle atteignant jusqu'à 30° par rapport à l'axe du corps.                                    | F      |  |
| Formes en épée | 7    | Queue Épée Basse  | Épée faisant un angle de 30° par rapport à l'axe du corps (soit proche de celle de Xiphophorus helleri).                  | G      |  |
| Formes en épée | 8    | Queue Lyre        | Début de la nageoire caudale ronde avec deux épées recourbées vers l'extérieur ; nageoire dorsale recourbée vers le haut. | H      |  |
| Queues courtes | 9    | Queue Bêche       | Nageoire caudale en forme de bêche très régulière ; nageoire dorsale courte et pointue.                                   | I      |  |
| Queues courtes | 10   | Queue Piquée      | Nageoire caudale pointue, ressemblant à une pointe de lance ; nageoire dorsale recourbée vers le haut.                    | J      |  |
| Queues courtes | 11   | Queue Ronde       | Nageoire caudale ronde ; nageoire dorsale arrondie.                                                                       | K      |  |
| Queues courtes | 12   | Queue Aiguille    | Nageoire caudale ronde avec une extrémité pointue telle une aiguille ; nageoire dorsale pointue.                          | L      |  |

##### Couleurs
Les guppys sont classés selon deux type de couleurs :
- la « couleur de fond » qui est la couleur du poisson à sa naissance (la même pour les mâles et les femelles). Cette couleur est très visible au niveau de la "casquette" du poisson (la petite zone qui se trouve sur sa tête) ;
- la « couleur de surface » que va porter le mâle (principalement) lorsqu'il devient adulte. Cette couleur se superpose à la couleur de fond.

##### Couleurs de fond
Les guppys sauvages présentent tous une couleur de fond grise, c'est la couleur dominante, génétiquement parlant. Toutes les autres couleurs de fond sont portées par des gènes récessifs. Ces derniers sont codés en lettres minuscules alors que la couleur notée BB signifie que les allèles sont ceux trouvés chez le poisson sauvage.
| IKGH | Dénomination | Description | Code |
| ---- | ------------ | --- | ---- |
| 1    | Gris         | Couleur du poisson sauvage, c'est également la plus répandue en aquarium.                                                                       | BB   |
| 2    | Or           | Appelée également Gold ou Tiger. Poisson jaune foncé aux écailles bordées de pigments noirs.                                                    | tt   |
| 3    | Blond        | Poisson jaune très clair, quasi transparent, mais aux reflets bien souvent jaune très vif.                                                      | bb   |
| 4    | Bleu         | Poisson bleuté, presque transparent ; absence des pigments jaunes et rouges.                                                                    | rr   |
| 5    | Pink         | Poisson ayant un manque de mélanophores au niveau du pédoncule caudal (d'où la couleur rosée) ; couleur non reconnue par certains spécialistes. | pp   |
| 6    | Albinos      | Poisson jaune avec des yeux rouges. | aa   |
| 7    | Blanc        | Poisson au corps blanc proche d'une feuille de papier. Issu du croisement entre un guppy blond et un bleu.                                      | bbrr |
| 8    | Argent       | Absence des pigments jaunes et rouges, les écailles sont bordées de pigments foncés. Poisson issu du croisement entre un guppy or et un bleu.   | rrtt |
| 9    | Crème        | Poisson de couleur crème, jaune légèrement orangé. Issu du croisement entre un guppy or et un blond.                                            | bbtt |
| 10   | Lutino       | Forme d'albinisme ; poisson au yeux pas totalement rouges mais plutôt couleur raisin.                                                           | -    |

D'autres couleurs de fond sont connues (par exemple un deuxième bleu avec absence des pigments rouges principalement).
De même il existe d'autres combinaisons de double et triple récessivité (voir plus), mais qui n'apportent pas de réel intérêt. Et il devient très difficile d'identifier ces poissons.

##### Couleurs de surface
Les couleurs de surface des guppys correspondent à la couleur ou au dessin que l'on aperçoit en premier lorsque l'on observe le poisson. La plupart de ces couleurs ne sont visibles que chez le mâle, mais certaines sont visibles également chez la femelle (par exemple sur les souches de guppys demi-noir).

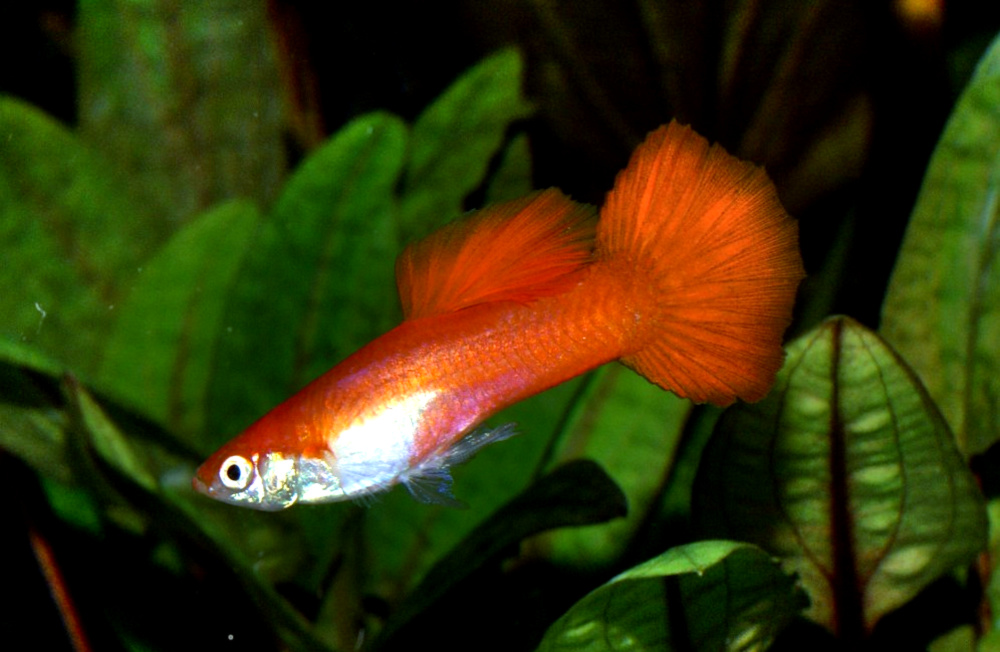
Un guppy mâle.
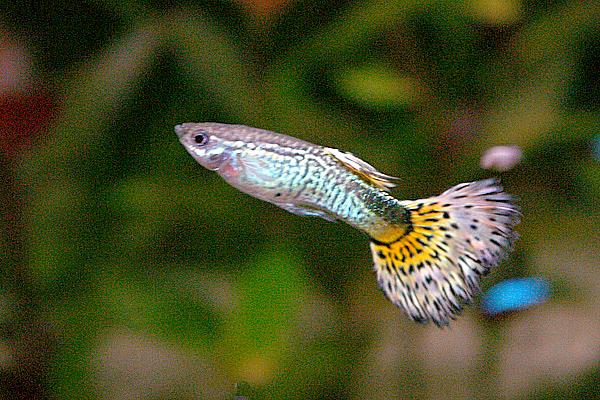
Un guppy mâle.
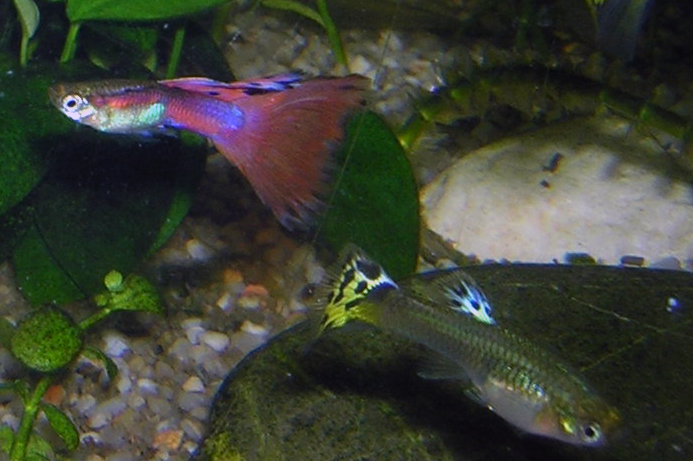
Un couple de guppys.
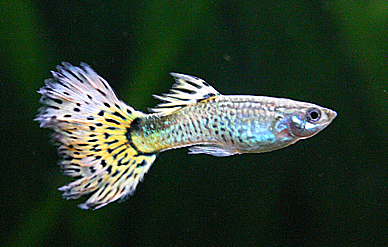
Un guppy mâle.

Les standards IKGH définissent les 19 codes de couleurs suivants. Chaque code peut contenir plusieurs couleurs ou motifs différents.
| IKGH | Dénomination               | Sous-groupe      | Description |
| ---- | -------------------------- | ---------------- | --- |
| 1    | Rouge                      | Full Red         | Rouge très vif tirant sur l'orangé. |
| 2    | Bleu                       | -                | - |
| 3    | Vert                       | -                | - |
| 4    | Jaune                      | -                | - |
| 5    | Blanc                      | -                | - |
| 6    | Noir                       | -                | - |
| 7    | Néon                       | Neon ou Pastel   | Tons pastel peu visibles, mais aux reflets très marqués où le rouge, le bleu et le vert sont répandus ; caudale presque toujours blanche ou très claire.                                                           |
| 7    | Néon                       | Platinum         | Semblable au Neon mais aux motifs moins marqués et avec du gris plus présent. Caudale souvent rouge. |
| 8    | Moscou                     | Moscow Blue      | Couleur bleue, avec des dégradés sur la partie avant du corps, queue bleu très foncé aux reflets sombres. Marques vertes assez diffuses sur les flancs avec parfois du noir surtout sur les bordures de nageoires. |
| 9    | Métallique                 | -                | - |
| 10   | 1/2 noir et 3/4 noir       | Half black ou HB | Moitié arrière noire avec des reflets bleutés très légers ; certains spécimens dérivants avec une caudale d'une autre couleur que le noir.                                                                         |
| 11   | Snakeskin et Filigran      | Snakeskin        | Motif imitant la peau de serpent en couleur kaki ou d'autres couleurs. Connu aussi sous la dénomination 'Cobra' ou 'King Cobra'.                                                                                   |
| 12   | Émeraude de Vienne         | -                | - |
| 13   | Unicolore                  | -                | - |
| 14   | Multicolore                | -                | - |
| 15   | AC                         | -                | Toutes couleurs. Groupe technique permettant en concours de réunir les poissons d'un même standard et possédant la même couleur de fond.                                                                           |
| 16   | AOC                        | -                | Toutes autres couleurs. Groupe technique permettant en concours de réunir les poissons d'un même standard et possédant la même couleur de fond.                                                                    |
| 17   | Fondu                      | -                | - |
| 18   | Bleu Japonais (Japan Blue) | -                | - |
| 19   | Blue Grass et Red Grass    | -                | - |

D'autres variétés existent, par exemple :
- « Grass tail » - poisson à la nageoire caudale très marquée. Les rainures ressemblent à des brins d'herbe.
- « Glass grass » - poisson similaire au précédent mais avec une nageoire caudale transparente marquée de motifs noirs aux reflets verts.
- « Tuxedo » - bas du corps et parfois flancs recouverts de noir. Cette dénomination est également employée pour les platys aux motifs similaires.
- « Léopard » - taches noires sur fond jaune, recouvrant le plus souvent la queue du Guppy. Il s'agit d'une mutation naturelle.
- « Neon tuxedo » - mélange des catégories « Neon » et « Tuxedo », moitié avant blond/blanc aux reflets bleus, moitié arrière bleu foncé, tirant sur le noir ; on pourrait les considérer comme des « Half Blue » car la deuxième partie est bleue. La caractéristique « Tuxedo » se retrouve avec le bas du corps, et l'avant de la caudale coloré de noir. La caractéristique « Neon » se retrouve avec la dorsale et le gonopode blanc/bleu clair, ainsi que l'avant du guppy.
- « Russian king » - corps jaune-vert ou argenté, recouvert de taches noires jusqu'à la première moitié qui n'est plus tachetée, mais d'un gris-vert mousse. Caudale marquée d'un motif de rayons (comme des rayons solaires) jaunes sur fond noir ou inversement, la bordure étant striée de pointillés jaunes ou noirs. D'autres formes existent comme le « Red king ».

##### Autres caractéristiques
À la suite de croisements, ou parfois d'erreurs impromptues, sont apparues des variétés telles que :
- « albinos », à la couleur blanche ou blond très clair sur tout le corps et aux yeux rouges. Certains croisements donnent des spécimens albinos où seuls les yeux sont de couleur rouge, le reste du corps étant alors autre que blanc ou blond ;
- « longfins », seuls les mâles sont concernés et présentent un gonopode allongé, pouvant parfois atteindre jusqu'au double du corps. Les caudales et dorsales peuvent aussi être très longues.

Les possibilités de formes, couleurs et motifs en font un cas d'étude, mais aussi un poisson très intéressant et pour le moins décoratif. Des concours sont organisés dans lesquels sont décernés des prix pour les plus beaux exemplaires. Y participer signifie présenter un trio de mâles identiques ou un couple, dans lequel le mâle doit être le plus proche possible des standards de forme (voir spécificités anatomiques).

## Systématique
Le nom valide complet (avec auteur) de ce taxon est Poecilia reticulata Peters, 1859.

### Historique
En 1866, alors en mission à Trinité-et-Tobago, Robert John Lechmere Guppy (1836-1916) fait parvenir à Albert Charles Lewis Günther (1830-1914) du British Museum des spécimens vivants d’une nouvelle espèce de poissons que Günther lui dédie : Girardinus guppyi. Mais on découvre plus tard que cette espèce a déjà été découverte en 1856 et nommée par Wilhelm Peters (1815-1883) en 1859 Poecilia reticulata.

### Synonymie
Poecilia reticulata a pour synonymes :
- Acanthophacelus guppii (Günther, 1866)
- Acanthophacelus reticulatus (Peters, 1859)
- Girardinus guppii Günther, 1866
- Girardinus reticulatus (Peters, 1859)
- Haridichthys reticulatus (Peters, 1859)
- Heterandria guppyi (Günther, 1866)
- Lebistes poecilioides De Filippi, 1861
- Lebistes poeciloides De Filippi, 1861
- Lebistes reticulatus (Peters, 1859)
- Pocilia reticulata Peters, 1859
- Poecilia kempkesi Poeser, 2013
- Poecilia reticulate Peters, 1859
- Poecilia reticulatus Peters, 1859
- Poecilioides reticulatus (Peters, 1859)

### Publication originale
- (en) W. Peters, « Eine neue vom Herrn Jagor im atlantischen Meere gefangene Art der Gattung Leptocephalus, und über einige andere neue Fische des Zoologischen Museums », Monatsberichte der Königlichen Preussischen Akademie der Wissenschaften zu Berlin, Berlin, vol. 1859,‎ 1859, p. 411-413 (lire en ligne, consulté le 2 mai 2025).